# Winchelsea-i csata
A winchelsea-i tengeri csatát, francia nevén  Les Espagnols sur Mer (Spanyolok a tengeren) az angolok és a kasztíliaiak vívták a százéves háborúban, 1350. augusztus 29-én. Az ütközetet az angolok nyerték.

## Előzmények
1345-ben III. Eduárd angol király felmondta a két évvel korábban kötött békeszerződést Franciaországgal, és tavasszal csapatokat küldött a Csatorna túlsó oldalára. Az angolok Gascogne-ban, Bretagne-ban és Normandiában támadták a franciákat. Számos várost elfoglaltak és kifosztottak, valamint feldúlták a vidéket. 1346-ban újabb angol kontingens szállt partra, és folytatta a hadakozást.
III. Eduárd Párizs közelébe jutott, de kimerült katonáival nem vállalta a város ostromát, és továbbindult észak felé. A francia sereg 1346. augusztus 26-án csatára kényszerítette Crécy-en-Ponthieu közelében. Az elbizakodott francia nehézlovasság több hullámban támadta az angol állásokat, de a hosszúíjjal felszerelt angol íjászok megállították őket. A crécyi csatában a régi harcmodorban támadó franciák súlyos vereséget szenvedtek az új taktikát alkalmazó angoloktól. A tízezernél több francia halott között 1500 arisztokrata és lovag volt.
Eduárd a tengerpart felé fordult, és szeptember 4-én elérte Calais-t, amely mindössze néhány kilométerre volt a flamand határtól és a legközelebb esett Angliához a nagy kikötők közül. A várat nem lehetett ostrommal bevenni, ezért az angol király úgy döntött, hogy kiéhezteti a védőket. Calais 1347 augusztus elején adta meg magát. VI. Kelemen pápa közbenjárására a franciák és az angolok 1347 szeptemberében ismét békét kötöttek.

## A csata
Az angol hódítással egy időben a franciákkal szövetséges vagy zsoldjukban álló hajók, elsősorban kasztíliai gályák rendszeresen támadták az angol kereskedőket. 1350-ben a Carlos de la Cerda által irányított kasztíliai flotta elfoglalt több angol hajót, majd a tengerészeket a vízbe vetette. Augusztus elején Eduárd híreket kapott arról, hogy negyven kasztíliai hajó gyűlt össze Sluys közelében, és úgy döntött, megtámadja őket.
Az angol flotta Winchelsea-nél gyülekezett. Az ötven hajó a király koggéja, a Thomas vezetésével augusztus 28-án bontott vitorlát. A hajó fedélzetén volt az uralkodó tízéves fia, Genti János és John Chandos is. Jean Froissart krónikájában kitér arra, hogy az angolok jó hangulatban készülődtek az összecsapásra. A király arra utasította zenészeit, hogy játsszák el azt a „német táncot”, amelyet John Chandos ismertetett meg vele korábban. Másnap megpillantották a kasztíliai hajókat, amelyek elmenekülhettek volna, de Carlos de la Cerda vállalta az ütközetet.
A kasztíliai gályák kifejezetten harci célra épültek, míg az angol koggék kereskedőhajók voltak, amelyeket palánkokkal erősítették meg, amikor hadi célokra „besorozták” őket. A gályák magasabbak és gyorsabbak voltak a koggéknál, képesek voltak felöklelni őket. A hajók egy részén lőfegyverek voltak. Ezeken kívül a kasztíliaiak nagyméretű számszeríjakat és hajítógépeket is használtak. A csata során a hajók
megpróbáltak egymás mellé kerülni, megcsáklyázni a másikat. Ha ez sikerült, a páncélosok, az íjászok támogatásával, elözönlötték az ellenséges fedélzetet, és kézitusában megtisztították a védőktől.
Az ütközetben egy kasztíliai hajó belerohant a Thomasba, amely süllyedni kezdett, de az angoloknak sikerült átkelniük a gályára, és elfoglalták. Hasonlóan járt Eduárd walesi herceg hajója is, de ő nem tudott katonáival átkelni a támadó egységre. A Fekete Herceg életét Grosmont Henrik, Lancaster grófjának hajója mentette meg. Az angol La Salle du Roi-t megcsáklyázták a kasztíliaiak, de egy Hannekin nevű tengerész átugrott a hajóra, és elvágta a fővitorla felhúzó kötelét. A lezuhanó vitorla sokakat maga alá temetett és megsebesített.
A csatának a sötétség vetett véget. A kasztíliaiak 14-20 hajót, az angolok legalább két egységet vesztettek. Sok volt a halálos áldozat, az angolok az elfoglalt hajókról a vízbe vetették az életben maradt kasztíliaiakat.

## Kapcsolódó szócikk
- Százéves háború